# لاجوس ناغي (كاتب)
لاجوس ناغي (بالمجرية: Nagy Lajos)‏ هو صحفي وكاتب مجري، ولد في 5 فبراير 1883 في Apostag ‏ في المجر، وتوفي في 28 أكتوبر 1954 في بودابست في المجر.

## وصلات خارجية
- لاجوس ناجي على موقع IMDb (الإنجليزية)